# Pontella asymmetrica
Pontella asymmetrica is een eenoogkreeftjessoort uit de familie van de Pontellidae. De wetenschappelijke naam van de soort is voor het eerst geldig gepubliceerd in 1967 door Heinrich.